# Gnamptogenys costata
Gnamptogenys costata är en myrart som först beskrevs av Carlo Emery 1889.  Gnamptogenys costata ingår i släktet Gnamptogenys och familjen myror. Inga underarter finns listade i Catalogue of Life.

## Bildgalleri

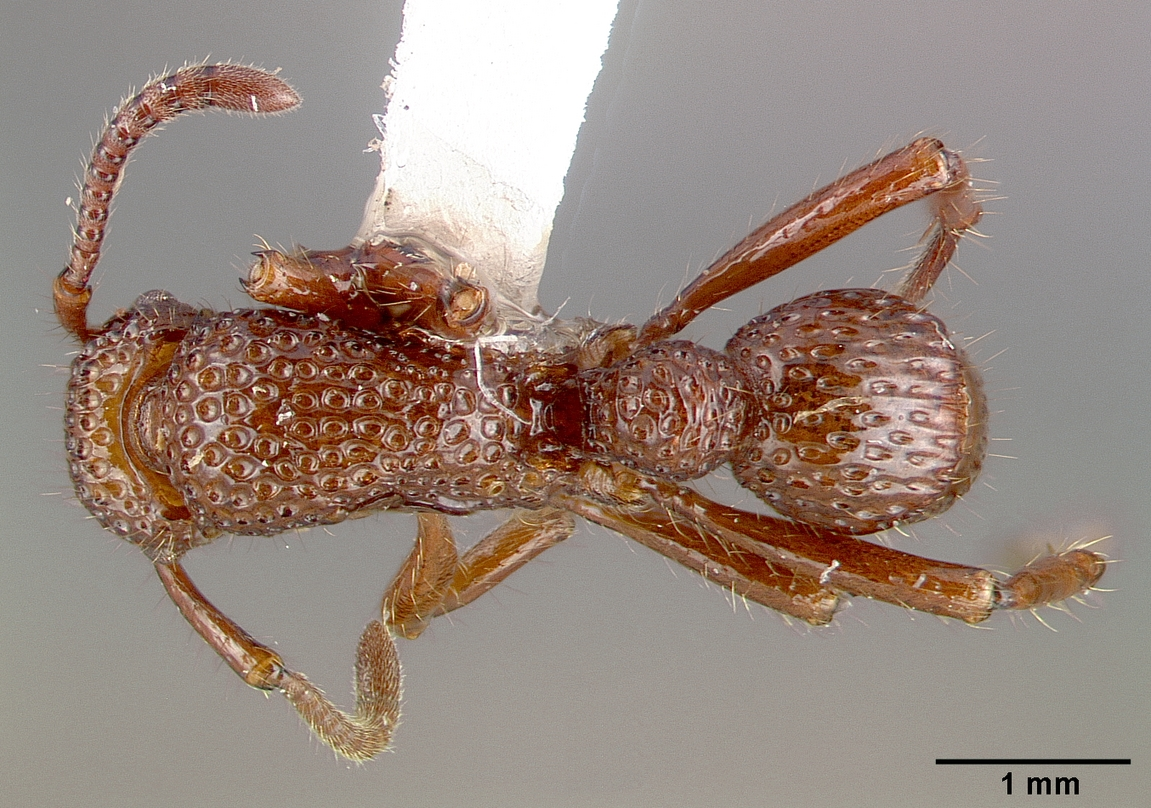
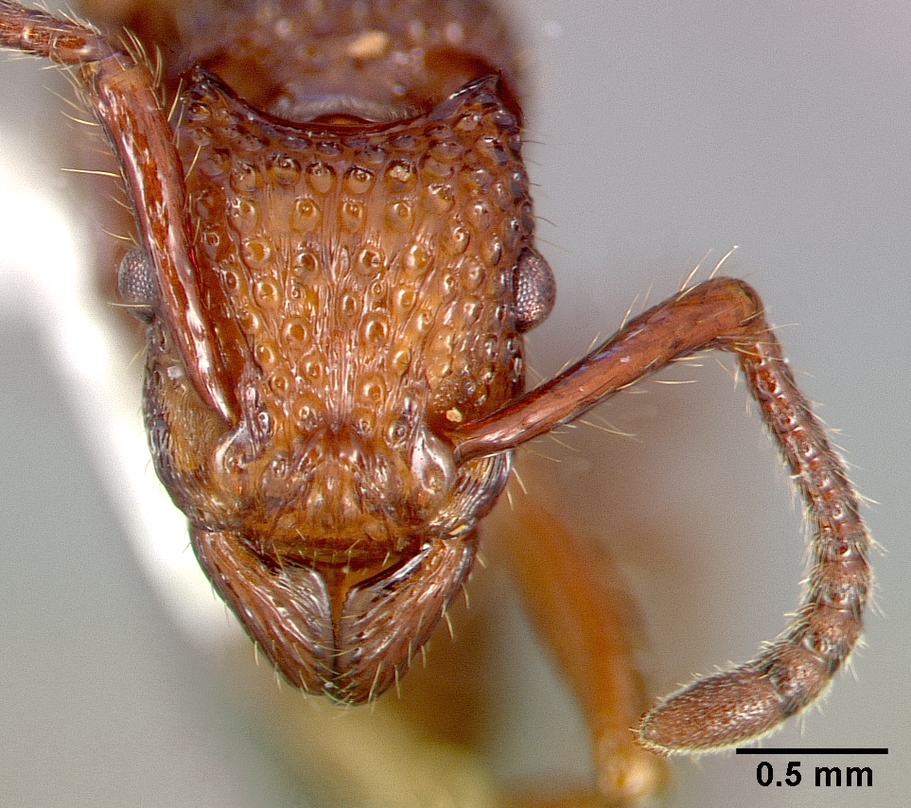
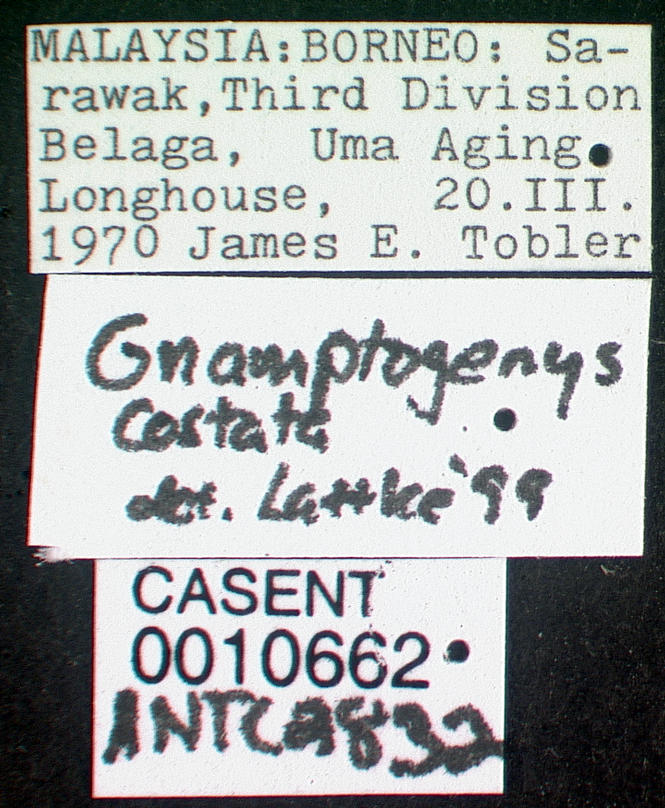
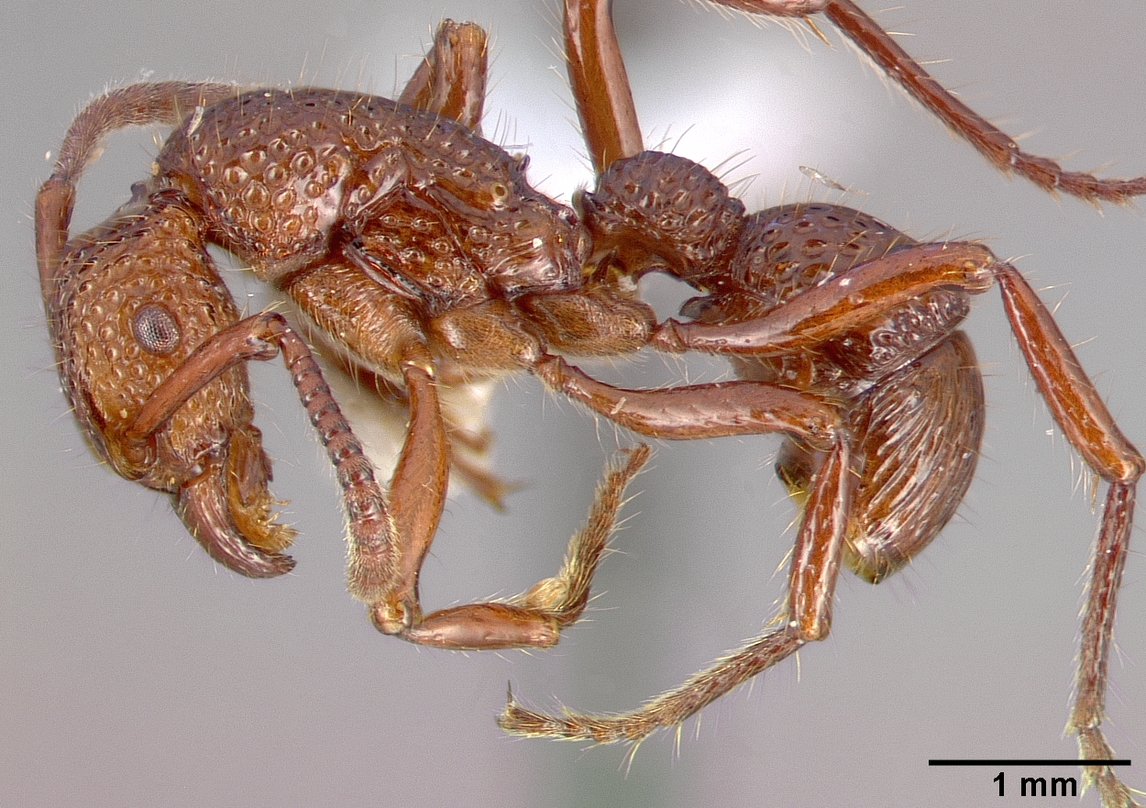